# Осов (Рогачёвский район)
Осов (бел. Восаў) — посёлок в Болотнянском сельсовете Рогачёвского района Гомельской области Беларуси.

## География

### Расположение
В 44 км на северо-восток от районного центра и железнодорожной станции Рогачёв (на линии Могилёв — Жлобин), 105 км от Гомеля.

### Гидрография
На востоке, севере и западе мелиоративные каналы.

## Транспортная сеть
Транспортные связи по просёлочной, затем автомобильной дороге Довск — Славгород). Планировка состоит из короткой прямолинейной улицы, ориентированной с юго-востока на северо-запад и застроенной деревянными усадьбами.

## История
По письменным источникам известен с XIX века как небольшое поселение в Довской волости Рогачёвского уезда Могилёвской губернии. С 1880 года действовал хлебозапасный магазин. Согласно переписи 1897 года действовала ветряная мельница. В 1909 году 379 десятин земли. В 1931 году жители вступили в колхоз. Во время Великой Отечественной войны 8 жителей погибли на фронте. Согласно переписи 1959 года в составе колхоза имени В. И. Ленина (центр — деревня Болотня).

## Население

### Численность
- 2004 год — 13 хозяйств, 30 жителей.
- 2012 год - 8  хозяйств, 11 жителей.

### Динамика
- 1897 год — 29 дворов, 201 житель (согласно переписи).
- 1909 год — 254 жителя.
- 1959 год — 100 жителей (согласно переписи).
- 2004 год — 13 хозяйств, 30 жителей.